# Ivar Asjes
Ivar Onno Odwin Asjes né le 16 septembre 1970 est un homme politique curacien, Premier ministre de Curaçao du 7 juin 2013 au 1er septembre 2015.